# Rikken Dōshikai

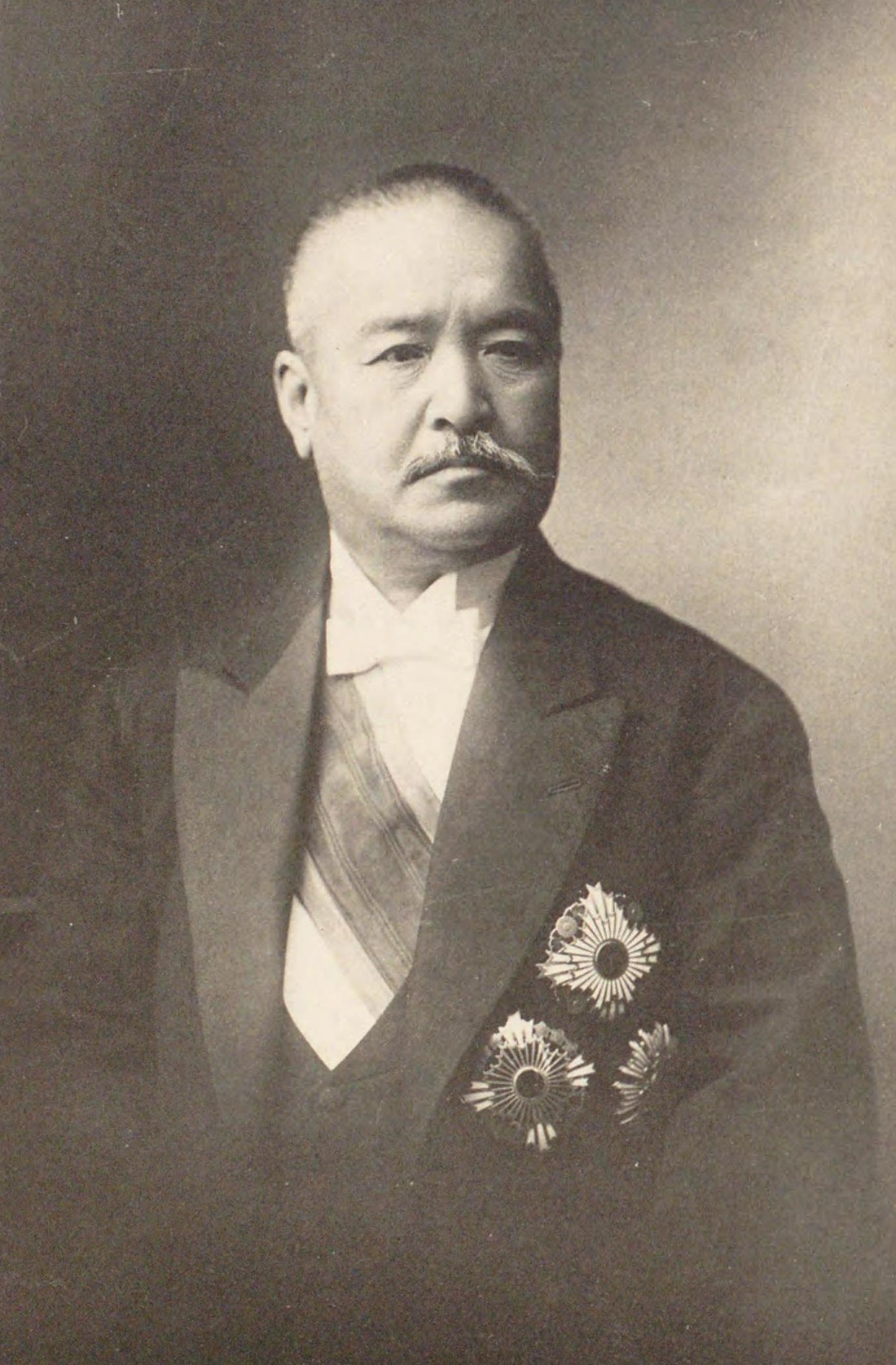
Katsura Tarō, fundador del Rikken Dōshikai.

El Rikken Dōshikai (立憲同志会?  Asociación de Amigos Constitucionales) fue un partido político japonés que existió durante la Período Preguerra. Fue conocido simplemente como Dōshikai.
Fue fundado por el primer ministro Katsura Tarō el 7 de febrero de 1913, el Rikken Dōshikai apoyó de gran manera a su gabinete en contra de las críticas del partido Rikken Seiyūkai de Inukai Tsuyoshi y Ozaki Yukio en el que tenían una mayoría de escaños en la Dieta en ese momento. Katsura pudo convencer a 90 miembros de la Dieta (incluyendo a los 30 miembros del Chuo Club y la mitad del Rikken Kokumintō) a unirse al nuevo partido.
El partido sobrevivió a la muerte de Katsura en 1913 y bajo el liderazgo de Katō Takaaki puso a cinco de sus miembros en el gabinete del primer ministro Ōkuma Shigenobu entre 1914 y 1916. Se convirtió en el partido mayoritario en la Dieta luego de la elección de 1915.
Luego de la disolución del gobierno de Ōkuma, el Dōshikai se unió con el Chūseikai y otros partidos pequeños para formar el Kenseikai en octubre de 1916.
| Elecciones | # de votos | % de votos | # de escaños |
| ---------- | ---------- | ---------- | ------------ |
| 1915       | 523.228    | 36,92%     | 153/381      |